# 名好町
名好町（なよしちょう）は、日本の領有下において樺太に存在した町。
名好という地名は、アイヌ語の「ノア・ウシ」（ヨモギが群生している所）による。
現在はロシア連邦がサハリン州レソゴルスクとして実効支配している。

## 概要
- 間宮海峡に面していた。
- 恵須取や塔路と同様に炭鉱で発達した町であった。

- 名好町の街並み

## 歴史
- 1941年（昭和16年）4月1日 - 名好郡名好村の一部が分立し、一級町村として発足。恵須取支庁が管轄。
- 1943年（昭和18年）4月1日 - 「樺太ニ施行スル法律ノ特例ニ関スル件」（大正9年勅令第124号）が廃止され、内地編入。
- 1945年（昭和20年）8月22日 - ソビエト連邦により占拠される。
- 1949年（昭和24年）6月1日 - 国家行政組織法の施行のため法的に樺太庁が廃止。同日名好町廃止。

## 町内の地名
| - 名好 - 諸津（もろつ） - 北諸津（きたもろつ） - 北小沢（きたこざわ） - 古津（ふるつ） - 豊畑（とよはた） - 上清水（かみしみず） - 下清水（しもしみず） - 中間（ちゅうかん） | - 馬風沢（ばふうざわ） - 岳沢（だけざわ） - 湯ノ川温泉（ゆのかわおんせん） - 鷹取沢（たかとりざわ） - 名好清川（なよしきよかわ） - 名好清水（なよししみず） - 大原（おおはら） - 丸彦沢（まるひこざわ） - 大淵（おおぶち） - 君入（きみいり） |

（）

## 地域

### 教育
以下の学校一覧は1945年（昭和20年）4月1日現在のもの。
- 樺太公立名好第一国民学校
- 樺太公立名好第二国民学校
- 樺太公立北小沢第一国民学校
- 樺太公立北小沢第二国民学校
- 樺太公立諸津第二国民学校
- 樺太公立鷹取国民学校
- 樺太公立豊畑国民学校